# سیرک هامپتی دامپتی
سیرک هامپتی دامپتی (انگلیسی: The Humpty Dumpty Circus) یک فیلم پویانمایی آمریکایی به کارگردانی  آلبرت ئی. اسمیت است که در سال ۱۸۹۸ منتشر شد. این فیلم نخستین اثر سینمایی محصول آمریکا است که در آن از تکنیک Stop motion استفاده شده است.